# (418220) Kestutis
(418220) Kestutis est un astéroïde de la ceinture principale.

## Description
(418220) Kestutis est un astéroïde de la ceinture principale. Il fut découvert le 3 février 2008 à Baldone par Kazimieras Černis et Ilgmārs Eglītis. Il présente une orbite caractérisée par un demi-grand axe de 2,42 UA, une excentricité de 0,13 et une inclinaison de 2,9° par rapport à l'écliptique.

## Compléments